# Križ moje braće
Križ moje braće je hrvatski dokumentarni film o Domovinskome ratu. Autor je Darko Dovranić. Snimljen je u Dokumentarnoj produkciji HRT-a. Snimljen prema istoimenoj dnevničkoj knjizi publicista Ivice Matešića iz 1994. godine. Prikazuje obranu Zadra u Domovinskom ratu. Prikazana su odabrana poglavlja, o otporu Zadra i njegove okoline velikosrpskoj agresiji i u trenucima kad se svaki otpor činio besmislenim. Kamera Ivo Guić. Arhivski materijali D. Denona, I. Govorčin, M. Anzulović. Montaža Mirko Kremenić.